# كور شورينج
كور شورينج (بالهولندية: Cor Schuuring) مواليد 30 مارس 1942 في أمستردام، هولندا، هو دراج هولندي سابق. سبق أن شارك في دورة الألعاب الأولمبية الصيفية وفاز بميدالية أولمبية.

## الميداليات
| الميدالية | المسابقة                       |
| --------- | ------------------------------ |
| برونزية   | الألعاب الأولمبية الصيفية 1964 |

## روابط خارجية
- كور شورينج على موقع أرشيف الدراجات (الإنجليزية)
- كور شورينج على موقع إحصائيات الدراجات الإحترافية (الإنجليزية)
- كور شورينج على موقع أوليمبيديا (الإنجليزية)